# Flet (gmina Blerim)
Flet (alb. Fletë) – wieś położona w północnej części Albanii w gminie Blerim. Wieś znajduje się 92 kilometrów od stolicy państwa, Tirany.

## Demografia
Według spisu ludności z 1989 roku we wsi Flet mieszkało 860 mieszkańców.